# Elassoma okatie
Elassoma okatie là một loài cá thuộc họ Elassomatidae. Chúng là loài đặc hữu của Hoa Kỳ.